# Paweł Soszyński

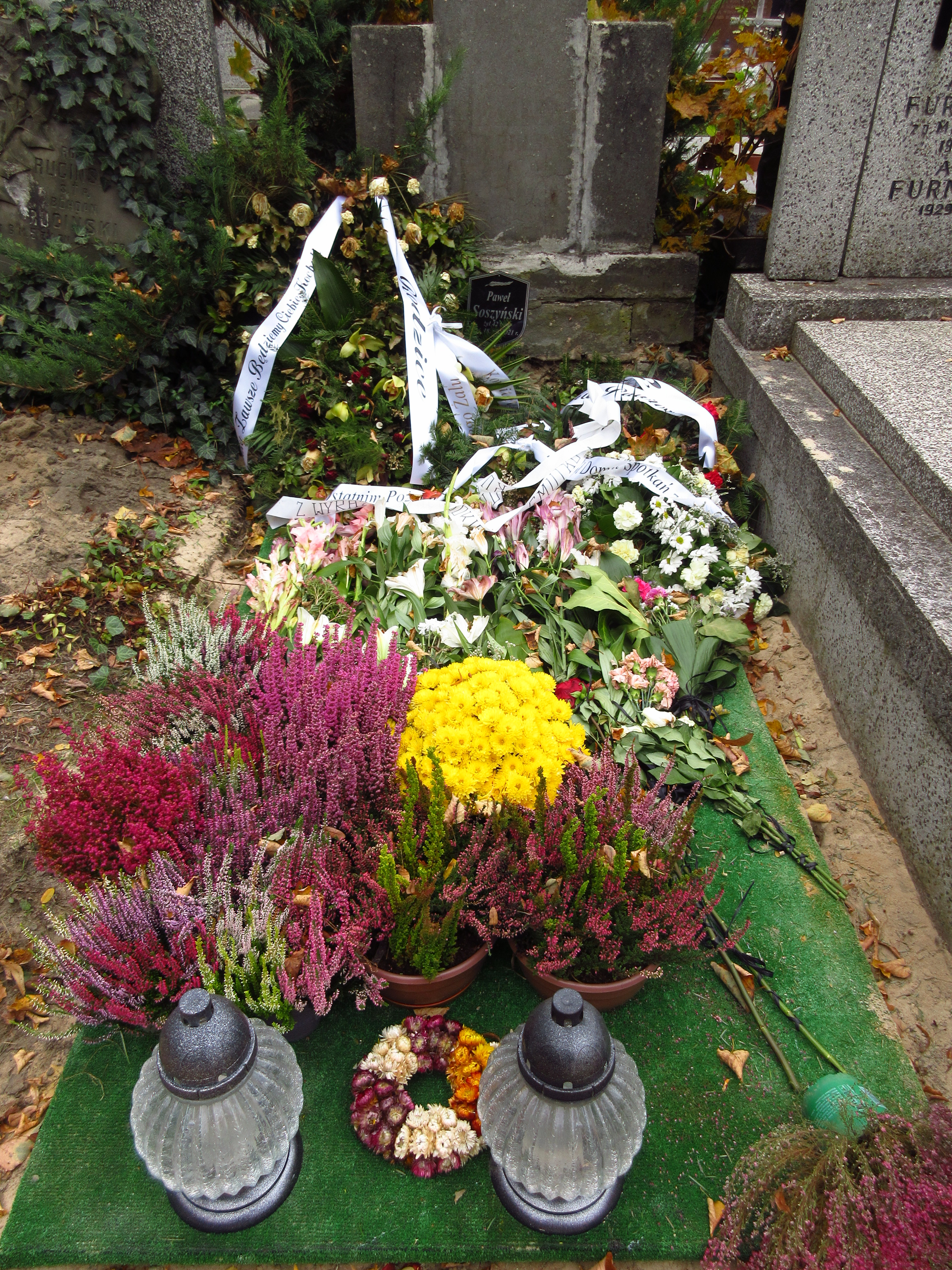
Grób Soszyńskiego na cmentarzu Bródnowskim (2021)

Paweł Soszyński (ur. 7 lutego 1979 w Warszawie, zm. 18 września 2021) – polski kulturoznawca, krytyk teatralny i pisarz.

## Życiorys
Ukończył studia w Instytucie Kultury Polskiej Uniwersytetu Warszawskiego (2003). Od 2009 związany z internetowym magazynem kulturalnym „Dwutygodnik”, wydawanym przez Narodowy Instytut Audiowizualny – jako redaktor działu teatralnego, a potem także zastępca redaktorki naczelnej. Publikował też w „Dialogu”, „Lampie”, „Gazecie Wyborczej”, „Kontekstach” i „Machinie”. Jako dramaturg współpracował m.in. z Teatrem Dramatycznym w Wałbrzychu, Teatrem Zagłębia w Sosnowcu, Teatrem im. Horzycy w Toruniu oraz Komuną Warszawa.
Często uwzględniał perspektywę społeczności LGBT w swojej twórczości. W wywiadzie w miesięczniku „Dialog” (10/2018) przeprowadzonym przez Justynę Jaworską mówił wprost, że jest gejem. Nigdy nie ukrywał swojej orientacji psychoseksualnej:
J. Jaworska: „A ty, czujesz się teraz w Polsce zagrożony jako gej?”
P. Soszyński: „Rok temu wracałem z Parady Równości ze zwiniętą flagą i doszło do przepychanek. Ale jeśli pytasz mnie, czy czuję strach, to nie wiem – strach to mocne słowo. (...) W enklawach, w których się obracam, wszystko jest w porządku, choć zdaję sobie sprawę, że to właśnie enklawy. Kiedy zamkną gejowski bar Ramona, nastąpi koniec świata”.
Zmarł 18 września 2021 i dziesięć dni później został pochowany na cmentarzu Bródnowskim (kwatera 76A-5-4).
7 lutego 2022 roku, dzięki staraniom jego przyjaciół, ukazały się dramaty Pawła Soszyńskiego: Teo. Dramaty.

## Proza
- Tajemnice Szumina, wyd. Lampa i Iskra Boża, Warszawa 2002, ISBN 83-86735-78-3.
- Nieżywi i leworęczni, wyd. Lampa i Iskra Boża, Warszawa 2004, ISBN 83-89603-06-3.
- Osoby, wyd. Lampa i Iskra Boża, Warszawa 2010, ISBN 978-83-89603-79-1.

## Dramat
- Teo, „Dialog” 2018, nr 10[10].
- Teo. Dramaty, red. W. Mrozek, J. Ostrowska, Wydawnictwo Krytyki Politycznej, Warszawa 2023, ISBN 978-83-67075-68-8[11]